# Скално-култов комплекс Дъждовница
Скално-култов комплекс край село Дъждовница (Област Кърджали) е разположен между селата Дъждовница и Костино, над стръмния бряг на Шабан дере. Комплексът се простира на огромна територия на скалния масив Кемикдаа. Предполага се че към комплекса принадлежат и Голямата пещера разположена над Коджа дере и Рудникът – скали маркирани с трапецовидни ниши, зад които се намира праисторическа рудна разработка. Централната част на комплекса е видима от асфалтовото шосе на около 500 m след село Дъждовница в посока село Ненково. Сред изсечените върху открояващите се монолитни скали трапецовидни ниши се наблюдават зооморфни, антропоморфни и орнитоморфни фигури и силуети, които според геолозите са оригинални форми на изветряне, наподобяващи исполински фигури. Впечатляващ е броят на изсечените ниши по недостъпни места в скалите, където са направени. Допуска се, че са с култово предназначение. Поради недостъпността и огромните размери на комплекса проучването му е в начална фаза.

## Описание и особености
Скалните фигури в скалите наподобяват огромен фриз, където са „подредени“ изображения на праисторически божества. Праисторическият човек е издълбал басейни, изкуствени пещери, трапецовидни ниши и седалки в скалния венец. Във вулканически и седиментни скали, където е разположен скално-култовият комплекс, ясно се различава женско лице. Под лицето е разположена антропогенно изработена площадка, входът на която с ориентация изток – запад. Площта, от която се вижда Лицето на Девойката е не по-голяма от 2 – 3 кв. метра. В скалния комплекс се наблюдават и геоложки феномени – гъби и пирамиди, възникнали поради различна устойчивост на изветряне на коренните скали.
Най-разпространените антропогенни структури на територията на комплекса са трапецовидните ниши, които „гледат“ в посока юг или югоизток към долините на Шабан дере и Арда. Някои от нишите са издълбани в труднодостъпни джобове между скалите, които са достижими само със съвременна алпийска техника и все още не е намерено обяснение как праисторическите хора са успели да изсекат в скалата тези структури. Трапецовидните ниши изсечени на някои от скалите в комплекса са едни от най-високо позиционираните антропогенни структури от подобен род – 45 m над земята.
В комплекса е установено и наличие на кремъци, ахати и амониева селитра. Скалите са кисели риолитови туфи. Козирките на скалните гъби в началото на комплекса са от туфозни пясъчници. Срещат се и мощни зеолитови пластове.
В средния сектор на комплекса Димитър Колев и Веселина Колева са проучили група скали, на върха на една от които е оформена овална площадка, вероятно изкуствено заравнена. Намира се на около 70 m от основата на скалата. Върху нея е изсечено малко елипсовидно басейнче, както и две дълги тесни врязвания, които се пресичат под прав ъгъл. Ориентирани са по двете основни направления изток-запад и север-юг. Под тази площадка, върху южната страна на скалата, са изсечени две от най-характерните групи трапецовидни ниши в комплекса. Те са разположени под дълбоки козирки, които са ги предпазили от разрушителната ерозия. От площадката има добър обзор във всички световни посоки както и пряка видимост към съседна скала с изкуствено издълбана малка пещера-навес. Достъпът до пещерата е през кръгъл отвор, изсечен на дъното на навеса.
От научен интерес е фактът, че в комплекса има много наблюдателни места, за които се предполага, че са били използвани за наблюдения на небесните тела.
След дългогодишни наблюдения и изследвания на терен – откривателят на Лицето на девойката, независимият изследовател Христо Тодев дава публичност на хипотезата му относно археоастрономическото предназначение на комплекса. По време на посещенията си на комплекса Тодев забелязва, че точно под т.нар. лице, на височина 20 m над земята се намира оформена в скалата стая, вероятно от човешка ръка. Достъпът до нея е на североизточната страна на скалите през прокопан отвор. Тодев предполага свързаност на стаята със скала, висока около 40 m, разположена на 1,2 km на съседен склон, която носи условното наименование Скалния прозорец. Естествената цепка на прозореца е висока около 10 m, а в най-широката си част достига около 2 m и носи следи от човешка обработка. Тодев забелязва, че през Скалният прозорец през различни месеци, преминавайки през процепа, слънчев лъч огрява скалния комплекс с Лицето на девойката.
След допълнителни измервания и изчисления Тодев установява, че е твърде вероятно в най-късия ден от годината – 21 декември, слънчевият лъч преминавайки през скалния прозорец, да се проектира точно в скалната стая над лицето. Това се случва в 16:27 часа – около 25 – 30 минути преди Слънчевия залез.

### Голямата пещера
Пещерата е разположена в най-западната част от комплекса. Тя се намира на левия бряг на Коджа дере и има две зали. Намерените находки в резултат от проведените в пещерата археологически проучвания ръководени от доц. Стефанка Иванова са от изключителен научен интерес и са свидетелство за икономиката и духовният живот на праисторическите общности.
В Зала 1 на пещерата са открити многобройни фрагменти от керамични съдове. Много дъна на съдове са открити предимно край стените на пещерата. Керамиката датира от Халколита. В ансамбъла са представени разнообразни форми паници и гърнета всички видове украси – врязана, ноктовидна, графитна, като преобладава фината керамика. Общото качество е отлично. Най-близките паралели са с керамиката намерена при праисторическата могила от село Седларе. Някои керамични фрагменти са сходни с керамиката от културите Марица и Градешница-Слатино. Малобройна част от т.нар. бежова керамика е сходна с класическият период на култура Димини от съседна Гърция.
Керамичните фрагменти открити в Зала 2 са сравнително малко, но тя е богата на каменни артефакти. Преобладават оръдия тип чукалки направени от силифицирана вулканска скала.
Впечатляващ факт установен от екипа на доц. Иванова, е че в Голямата пещера под формата на седимент е внесена пръст, която не е била изкопана от пещерата, а е донесена от друго място. Големият брой керамични фрагменти е бил поставен съзнателно от праисторическата общност. Вероятно тази практика е свързана с ритуал. Въпреки големия брой фрагменти от едни и същи съдове се оказало невъзможно за археолозите да възстановят и реставрират напълно цял съд или поне голяма част от такъв.
- Галерия Скално-култов комплекс Дъждовница
- Една от основните скали с характерна комбинация от изсечени трапецовидни ниши над която се намира друг, вероятно също важен и свързващ елемент от мащабния комплекс – кръст, издълбан на скална площадка ориентиран само с 2 – 3 градуса отклонение по посоките на света.
- Ерозирали трапецовидни ниши изсечени в основната скална група при Скално-култовия комплекс при село Дъждовница гледащи към Шабан дере.
- Основната скала с трапецовидни ниши гледана от изток.
- Отворът към скалната стая над Лицето на Девойката.
- Двойка трапецовидни ниши изсечени в основните скали на комплекса гледащи в посока изток.
- Скалният феномен Гъбите – заснет от подножието на скалата.
- Скалният прозорец – според Христо Тодев процепът служи за визир насочващ лъчите на Слънцето по време на залеза в деня на Зимното Слънцестоене на 21 декември.
- Естествено изветряне на скалите, довело на формирането на очи и усти – много от тези структури са дообработени от праисторическия човек.
- Скална арка формирана от две зооморфни скални образувания наречени Мечките.
- Четири трапецовидни ниши изсечени в зооморфна скала под връх Кемикдаа при село Костино. При напълно завършените ниши се наблюдават и три недовършени ниши, където е завършен само върхът на трапеца. Скалите под върха са най-високата част на Скално-култовия комплекс.[9]
- Трапецовидни ниши изсечени в скалния масив на десния склон на Коджа дере при село Костино – зад масива наречен Рудника е регистрирана рудна галерия използвана през праисторическите епохи. Общият брой на изсичанията е 11.[3]

### Рудникът
Скалната група наречена условно Рудникът се намира срещу Голямата пещера на отсрещния бряг на Коджа дере. Върху южният край на скалите са изсечени 16 на брой трапецовидни ниши. В северния край на скалите е регистрирана дълбока вертикална галерия, която вероятно била експлоатирана в праисторическите епохи, с цел добиване на необходими суровини.
В Регионален исторически музей Кърджали се пази жълтеникав пясъчник, оформен като лъвска глава, който е предаден от немски туристи н служители в музея. Той е открит от тях под скалите на Дъждовница в Шабан дере.

## Предания и легенди
Местните възрастни жители на село Дъждовница разказват приказки за магически същества, които населяват скалите, а трапецовидните ниши са наречени „Джинавис пенджери“ – в превод от местен турски диалект – Генуезките прозорци – название за трапецовидните ниши, което се среща често в Източните Родопи.
Местните жители свидетелстват, че някога на територията на комплекса около скала наречена Софрата имало много парчета от съдове, дори цели керамични съдове.

## Опазване и консервация
Поради труднодостъпния терен, където е разположен комплекса всички трапецовидни ниши и издълбавания са много добре запазени.